# Скульд (фільм)
Скульд — український художній фільм режисера та сценариста Олександра Швецова

## Короткий опис
Фільм розповідає про епоху вікінгів, у якій з’явилася дівчина на ім’я Скульд. Вона мала чарівні здібності та вміння передбачати й впливати на майбутнє за допомогою ниток долі.
У одному з поселень вікінгів, працюючи в кузні, коваль Олаф бачить блискавку, після чого чує гуркіт грому і дитячий плач. Він бере факел і йде до лісу, де знаходить колиску з маленькою дівчинкою. У колисці світиться клубок ниток та лежить табличка з ім’ям «Скульд». Почувши виття вовків поблизу, Олаф вирішує забрати дитину та виховати її як власну доньку.
Олаф навчає Скульд володінню щитом і мечем, аби в разі нападу ворогів вона могла захистити себе та село. Минає час, юна Скульд росте, весь час захоплено плете нитки долі. Проте серед однолітків вона залишається чужою — діти з села не приймають її і всіляко знущаються.
Під час підліткової сварки один з хлопців хоче вигнати її, та інший хлопець на ім’я Вігге, майбутній будівничий драккарів, заступається за Скульд. У розпалі суперечки Скульд несвідомо створює фігурку кривдника, обриває нитку — і хлопець падає на одне коліно. Вона смикає другу нитку — він стає на друге коліно. Тоді Скульд розуміє, що володіє чарівними здібностями.
З часом дружба між Вігге та Скульд міцнішає. Одного разу Вігге ділиться з нею своїми мріями: коли-небудь їхній народ перепливе за море, знайде родючі та багаті землі. Він розповідає, що збудує перший корабель, який здолає всі моря, і назве його Драккар.
Одного дня вони дізнаються, що військо Страшного Еріка рухається до їхнього села, спалюючи та грабуючи поселення на шляху. Скульд випитує в старійшини Урда, як виглядає ватажок загарбників. Дізнавшись це, Скульд плете маленьку ляльку, схожу на воїна, впадає в транс і перед очима всього села кидає її у вогонь.
На іншому кінці острова, де висадився загін Еріка, їхній ватажок раптово спалахує вогнем і гине. Все село бачить, як Скульд втрачає свідомість. Згодом люди дізнаються, що Страшний Ерік загинув від магії.
Налякані цим дивом, загарбники більше не насмілюються рухатись далі. Слава про дівчину, яка зупинила навалу, поширюється від села до села, від острова до острова.
Нарешті про Скульд дізнається могутній конунг Кнуд, який і послав Еріка грабувати острови. Він наказує своїм берсеркам привести Скульд. Але жоден з них не повертається живим.
Тоді конунг Кнуд вирішує надіслати вовкоголового Ульфа Жахливого  — легендарного та безстрашного воїна, слідопита і мисливця, чиє саме ім'я сіяло паніку серед найкращих вояків. Але нитки Норнів і воля Богів приховані від простих смертних...

## У ролях
| Актор                     | Роль          |
| ------------------------- | ------------- |
| Рагдай Олександр Тимофєєв | Ульф жахливий |
| Ейріс Шріваства           | Скульд        |
| Леона Швецова             | Юна Скульд    |